# 191
El año 191 (CXCI) fue un año común comenzado en viernes del calendario juliano, en vigor en aquella fecha.
En el Imperio romano el año fue nombrado el del consulado de Aproniano y Bradua, o menos frecuentemente, como el 944 ab urbe condita, siendo su denominación como 191 a principios de la Edad Media, al establecerse el anno Domini.

## Acontecimientos
- Serapión de Antioquía se convierte en Patriarca de Antioquía.

## Fallecimientos
- Sun Jian, padre de Sun Quan, Sun Ce y Sun Shang Xiang, (creó el reino de Wu) (n. 155)